# 条纹鬣狗
条纹鬣狗（学名：Hyaena hyaena）也称缟鬣狗、黑条鬣狗、条纹土狼，是一种分布于非洲和亚洲西南部的鬣狗，也是亚洲地区现存唯一一种鬣狗。体型较小，体长约90～120厘米，尾长30厘米，体重25～55千克。皮毛呈浅灰色或淡黄，上有垂直的褐色或黑色条纹。前肢较长，脚仅4个趾。多独居，全天均可以活动，常出现人类居住区附近。嗅觉发达，颚齿强健，主要以腐肉为食。有些地区将条纹鬣狗作为宠物饲养。